# 真木碧
真木 碧（まき みどり、本名：伊藤 麻喜（いとう まき）、4月2日 - ）は、日本の女性声優。既婚。
本名における現在の姓は非公開。結婚前までの旧芸名は本名と同じ伊藤 麻喜（いとう まき）。主にアダルトゲームにて伊藤 瞳子（いとう とうこ）の名義を使用している。
1999年に声優ユニット「KiraKira☆メロディ学園」1期生としてデビュー、同年脱退。

## 人物
The・声優塾の7期生、RME、フリー期間を経て2007年9月にカレイドスコープに移籍、2009年11月まで所属していた。
2010年2月よりEARLY WINGに所属。再びフリーとしてしばらく活動し、2017年1月1日よりクロコデイル（2021年4月1日よりフォレストリンク事業部）と業務提携契約を結ぶ。のちに所属。
家族構成は、両親と妹。妹は同じく声優の伊藤麻衣。

## 出演
太字はメインキャラクター。

### テレビアニメ
- あまつき（2008年、お梅）
- 地獄少女 三鼎（2008年、うさぎの母）
- しましまとらのしまじろう（りすのおかあさん）
- 戦場のヴァルキュリア（2009年、女）
- テガミバチ REVERSE（2010年、産婆）
- ガッチャマンクラウズ（2013年、主婦）

### 一般向OVA
- エイケン エイケンヴより愛をこめて（2003年、グレース＝鈴[3]）

### アダルトアニメ
- 痴漢十人隊（前原泉）
- 愛姉妹・蕾 …汚してください THE ANIMATION（2004年、宮辻 鈴世）
- 気になるルームメイト（2005年、柴咲 桜）
- 御魂〜忍〜（蘭）

### 一般向ゲーム
2003年
- エイケン for PC 〜めくるめく電算室 エイケン仕立て〜（グレース＝鈴）

2004年
- 転生學園幻蒼録（呉 梨華）

2006年
- 転生學園月光録（アル）

2007年
- 神曲奏界ポリフォニカ THE BLACK（サジ・シェリカ）

2009年
- グランディアオンライン（商人/女）

2011年
- ラグナロク 〜光と闇の皇女〜（フィオナ[4]）

### アダルトゲーム
2000年
- P.S.3〜ハーレムナイト〜（瞳）
- V.G.Adventure（増田 千穂）
- ファントムナイト（ロゼ・エコウ）
- おまかせ同好会（笠原 智子）
- 特別授業（白石 晴美）
- メンアットワーク!2〜ハンターアカデミーへようこそ〜（ルシィ・フーケ）

2001年
- 青い鳥 〜L'Oiseau Bleu〜（桐島 時雨）
- SPOTLIGHT〜羨望と欲望の狭間〜（結城 舞）
- 駅弁（T子）

2002年
- 性裁（一条 冴枝）
- アルフレッド学園魔物大隊（入江 春菜、小桃）
- はじらひ（天衣 逸美）
- 彼女〜kano-jo〜（都築 綾音）
- 淫縛家族（舞阪 紫苑）
- 戦女神2 〜失われし記憶への鎮魂歌〜（カウラ）
- お姫様は特訓中!（ランファ）
- VIPER -M3- 3.2（西田 ともみ）
- メンアットワーク!3〜ハンター達の青春〜（ルシィ・フーケ ）

2003年
- SEXFRIEND 〜セックスフレンド〜（蕪皿 月代）
- ふしぎ電車（チエ）
- 懲らしめ2〜狂育的デパガ指導〜（田所 穂波、古海 幸恵）
- ドキドキお姉さん（三浦 純）
- ぷに☆ふご〜（李 白蘭、るみ）
- LOVERS 〜恋に落ちたら…〜（佐倉 真由美）
- カラフルBOX
- レベルジャスティス（唐紅 葉月）
- 幻燐の姫将軍2 〜導かれし魂の系譜〜（リシェル・フルート）

2004年
- 愛姉妹・蕾 …汚してください（宮辻 鈴世）
- お姫様は特訓中!R（ランファ）
- 3-days marriage〜光源氏の恋人〜（仁科 紫）
- CARNIVAL（高杉 百恵）
- 凌辱請負人壺師〜仕組まれた惨劇〜（若林 由梨子）
- コ・コ・ロ…0（富士 伊織）
- まじれす!!〜おまたせリトルウイング〜（マドゥリー・クリシュナ）
- 魔将の贄（リチル）
- クロス 〜狂気への道しるべ〜（氷川 雫）
- チャイナ茶飴夢+ぷらす（茶 飴夢）
- Xchange2R（大鳥 静香）
- SixtyNine2
- Yin-Yang! X Change Alternative（日下部 香凛）
- 空帝戦騎〜黄昏に沈む楔〜（レフィーユ・タルム)
- 洗脳完了。〜絶望を越えて〜（島田 浩子）
- 鉄腕がっちゅ!（戦闘員♀）
- VOLGA〜SERIES1 〜弄ばれる女達〜（ミイ）
- 凌辱ゲリラ狩り2

2005年
- 盗んでMy Heart（潮招 柚槻）
- コスってエイリアン -誘惑のコスプレH-
- ドーターメーカー2（芳絵 発）
- へんしん☆ア・ラ・メイド（柊美 弥音）
- Limit〜境界線〜（さちえ）
- スキスキおねえちゃん（八坂 蜜柑）
- 機動少女プリティ・ギア（言葉 みなも）
- LUST〜催淫常態〜（千堂 鏡花）
- 七瀬恋 DVD-PG（塔子、生徒1、女1）
- は〜とぶれいく 〜恋のトライアングル注意報〜
- 凌辱アイドル牝奴隷〜被虐の特別レッスン〜（女の子B、アイドルA）
- ぱすてるチャイムContinue（芥子ヶ谷 陶子）
- 確かにキミはココにいた（女子A、女性）
- 遊具2〜第二禁書ノ望モノ〜（私市 千鳥）
- 気になるルームメイト（柴咲 桜）
- 美少女妖怪調伏伝 ぬばたま（野衾）
- とってもハーレム（藤崎 若菜）
- 群青の空を越えて（香坂 恵美）
- でふこん☆わん（土屋 圭）
- 乳はSHOCK!!（小鳥遊 心）
- 恋愛病（生徒ガヤ4）
- 乳セレブ（米良 多佳音）

2006年
- ふたりでひとつの恋心（藤森 蓮）
- ウィズ アニバーサリィー（エンフィ）
  - ウィズ アニバーサリィー FUNTA! feat.RURU（ルル）
- まじかるナイトメア（吸血鬼N）
- EXTRAVAGANZA 〜蟲愛でる少女〜（櫻井 夢美）
- えとランゼ〜うちのペットは猫の神様?〜（猿鎧門 紅葉）
- 少女狩り（大野 愛梨）[5]
- 姦染 〜淫欲の連鎖〜（新道 リサ）

2007年
- 年上Lesson〜義母と叔母と女教師と〜（野島 梨花）
- はっぴぃ☆マーガレット!（石蕗 晶）
- Reversible（斎 桂）
- SYOKUSYULIEN〜淫獄の大地〜（諸岡 葵）[6]

2008年
- あねてぃ!?（月嶋 芳夜）
- 精霊騎士アクエアル（アリシャ）
- 新ジャンル えすでれっ!!（篠宮 蓮）
- 埼狂痴漢電車〜7人の獲物達〜（美弥子、亜也子）[7]
- クラス全員オレの嫁（千歳 琴音、鳳凰院 杏奈、山鹿 未来）

2009年
- なかだし娘妹 愛娘にいっぱい注いでほしいのぉ（榊 美奈）
- 星空のメモリア -Wish upon a shooting star-（諏訪 雪菜）
- それでもオレはやってやる! vol.1（仲澤 エレナ）

2010年
- 巨乳魔女（久我野 静女）[8]
- 星空のメモリア Eternal Heart（諏訪 雪菜）

2011年
- 俺はツマキラー〜妻5人、娘5人、親娘丼おかわりっ!〜（大宮 里可子[9]、皆瀬 月子[10]）
- 母娘催眠〜オヤコサイミン〜（藤本 真希）[11]
- 触祭の都（篠田 沙希）
- でれスク ヤンデレ優等生 とも編（とも）

2012年
- 淫蟲猟域（櫻井 夢美）[12]
- 黄昏の先にのぽる明日 -あっぷりけFanDisc-（笹原 真菜美[13]）

2013年
- 巨乳JKアイドル声優寝取られスタジオ（水野 真奈）[14]

2017年
- Making*Lovers（井上 彩夏）

### ドラマCD
- ○学○年生 G-typeドラマCD（2001年、筒湖 桐子）
- ○学○年生起立！ G-typeドラマCD（2004年、筒湖 桐子）
- Quintet1、2（らんこ）
- Cafe吉祥寺で C1、2（女子高生、アナウンサー、受付嬢）
- 転生學園幻蒼録（呉 梨華）
- VitaminX ドラマCD Ultraビタミン（2007年、女生徒A、旅行客B）
- VitaminX ドラマCD VANQUISH -Forbidden∞Love-（2008年、女友達B、女）
- 15センチメートル未満の恋（2009年、森野、看護師）
- ドラマCD「Vassalord.」アディーの幽愁（2010年、ケイト・バーンズ）

### デジタルコミック
- ネトゲ恋愛〜オフ会行ったらイケメン同僚に遭遇してしまいました…〜（2019年、西本[15]）

## ディスコグラフィ

### キャラクターソング
| 発売日        | 商品名                | 歌                       | 楽曲           | 備考                           |
| ------------- | --------------------- | ------------------------ | -------------- | ------------------------------ |
| 2003年3月26日 | エイケン 萌える音楽室 | グレース＝鈴（伊藤瞳子） | 「GREAT LADY」 | ラジオドラマ『エイケン』関連曲 |

### その他参加楽曲
| 発売日   | 商品名                                            | 歌                 | 楽曲                       | 備考                                                                   |
| 2000年   | 2000年                                            | 2000年             | 2000年                     | 2000年                                                                 |
| -------- | ------------------------------------------------- | ------------------ | -------------------------- | ---------------------------------------------------------------------- |
| 11月18日 | Candy Vocal Collection! Vol.1 美少女遊戯歌謡集1号 | 伊藤瞳子、伊藤硝子 | 「Fu-kin Hi-kin Everyday」 | PCゲーム『V.G.Adventure』主題歌                                        |
| 2012年   |                                                   |                    |                            |                                                                        |
| 10月31日 | FAVORITE 10th Anniversary VOCAL COLLECTION        | 伊藤瞳子           | 「moon…」                  | PCゲーム『ウィズ アニバーサリィー FUNTA! feat.RURU』エンディングテーマ |